# Big Stone Gap
Pour les articles homonymes, voir Big Stone.
Big Stone Gap est une municipalité américaine située dans le comté de Wise en Virginie. Lors du recensement de 2010, Big Stone Gap compte 5 614 habitants.

## Géographie
Big Stone Gap est située dans les monts Cumberland, dans le sud-ouest de la Virginie.
Selon le Bureau du recensement des États-Unis, la municipalité s'étend en 2010 sur une superficie de 4,98 milles carrés (12,9 km2), dont environ 0,09 mille carré (0,23 km2) d'étendues d'eau.

## Histoire
La localité est fondée en 1856. Elle se développe dans les années 1870, grâce à ses mines de charbon et à un promoteur qui comptait en faire « la Pittsburgh du Sud ». D'abord appelée Mineral City, elle devient une municipalité sous le nom de Big Stone Gap en 1882.

## Culture
Big Stone Gap est connue pour faire l'objet de plusieurs romans et nouvelles de John Fox Jr. (en), et plus récemment d'Adriana Trigiani (en). La maison de Fox, dont le roman Trail of the Lonesome Pine est le premier à atteindre un million d'exemplaires vendus aux États-Unis, accueille aujourd'hui un musée.
La ville accueille également le musée du sud-ouest de la Virginie, ouvert en 1948 dans une maison des années 1880.
Outre la maison de John Fox Jr. et le musée du sud-ouest de la Virginie, plusieurs bâtiments de Big Stone Gap sont inscrits au Registre national des lieux historiques : l'église épiscopale du Christ, le chalet des Girl Scouts de Terrace Park, la maison de June Tolliver et l'ancien tribunal-bureau de poste.

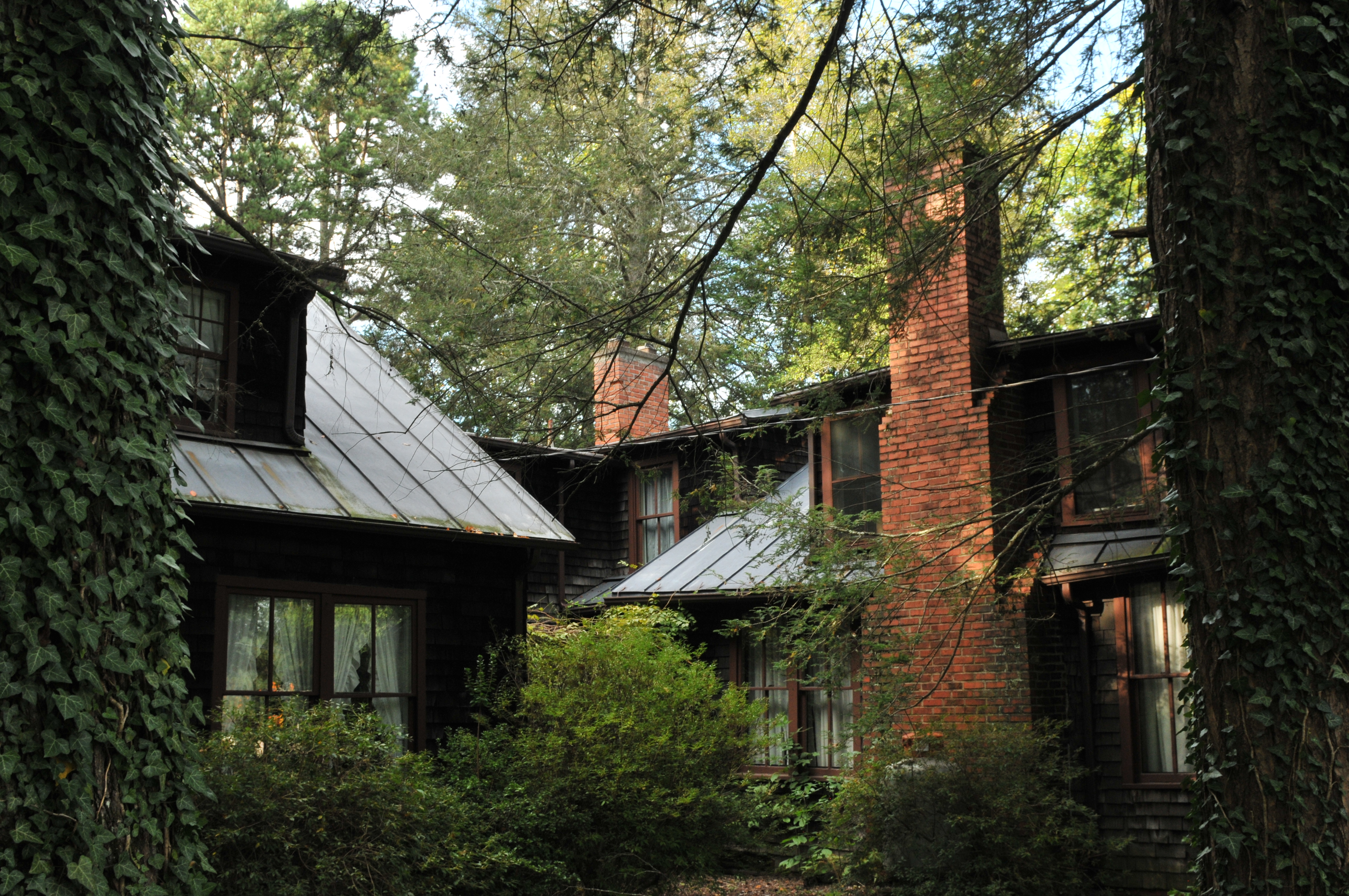
La maison de John Fox Jr.
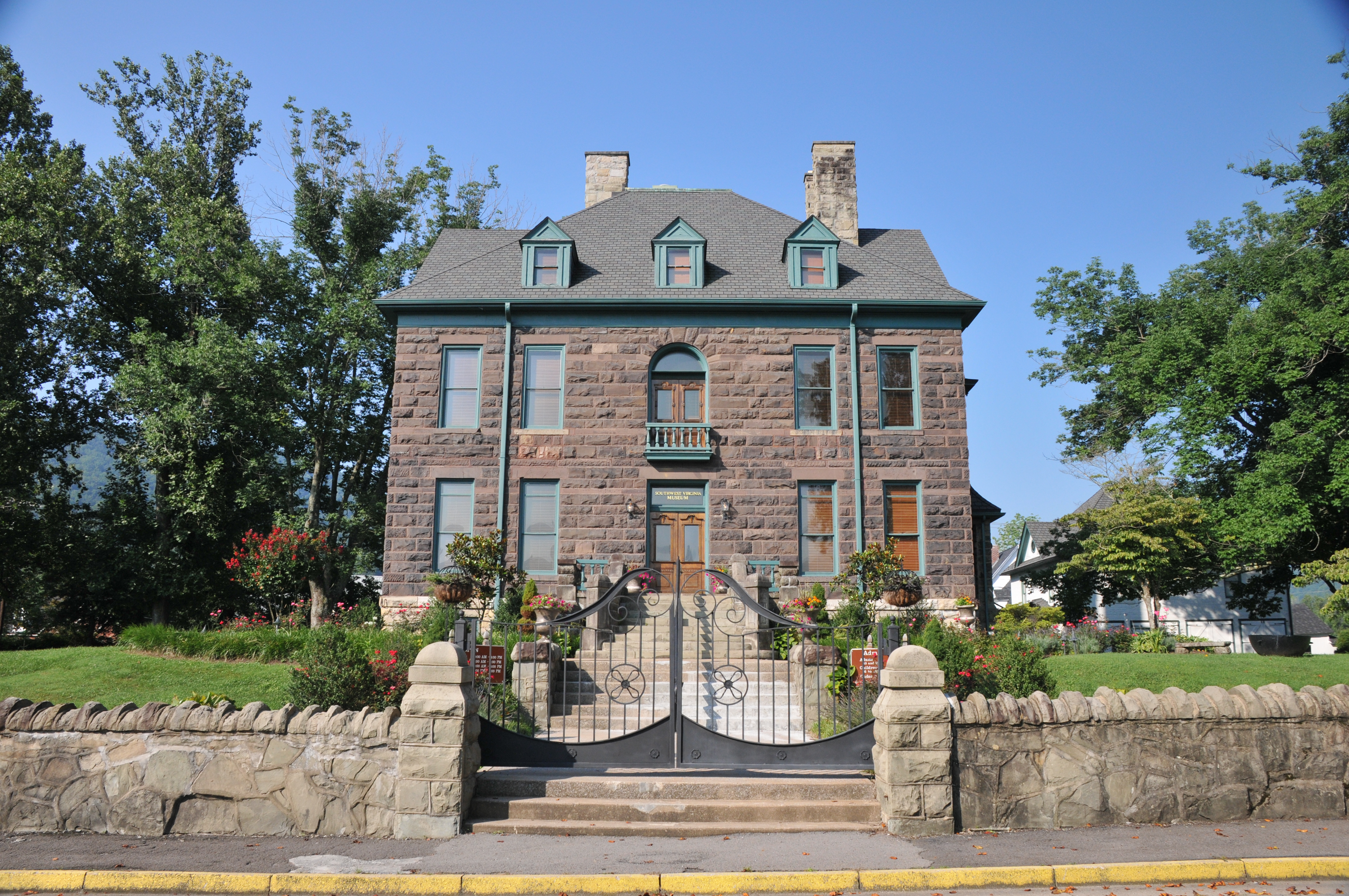
Le musée du sud-ouest de la Virginie
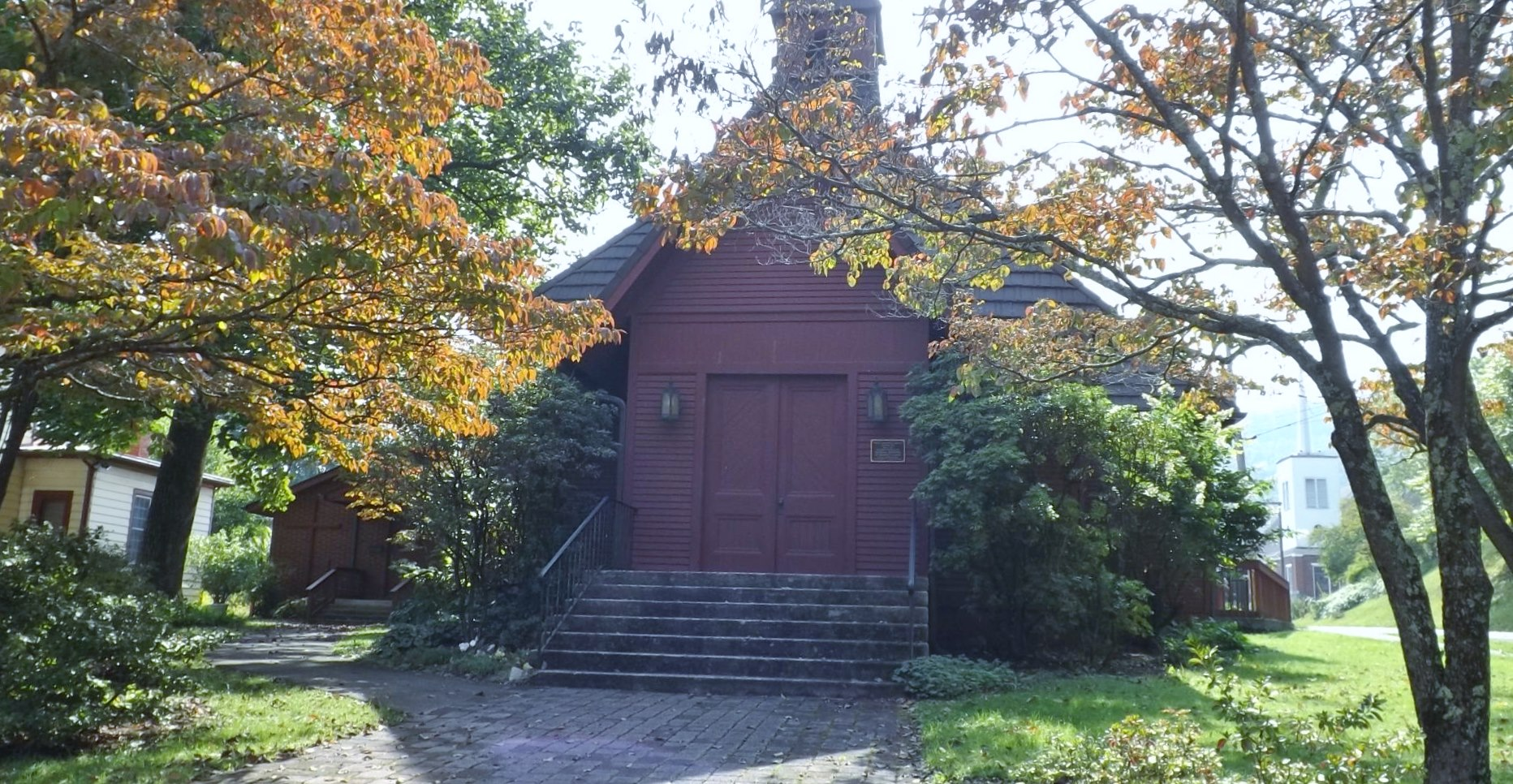
L'église épiscopale du Christ
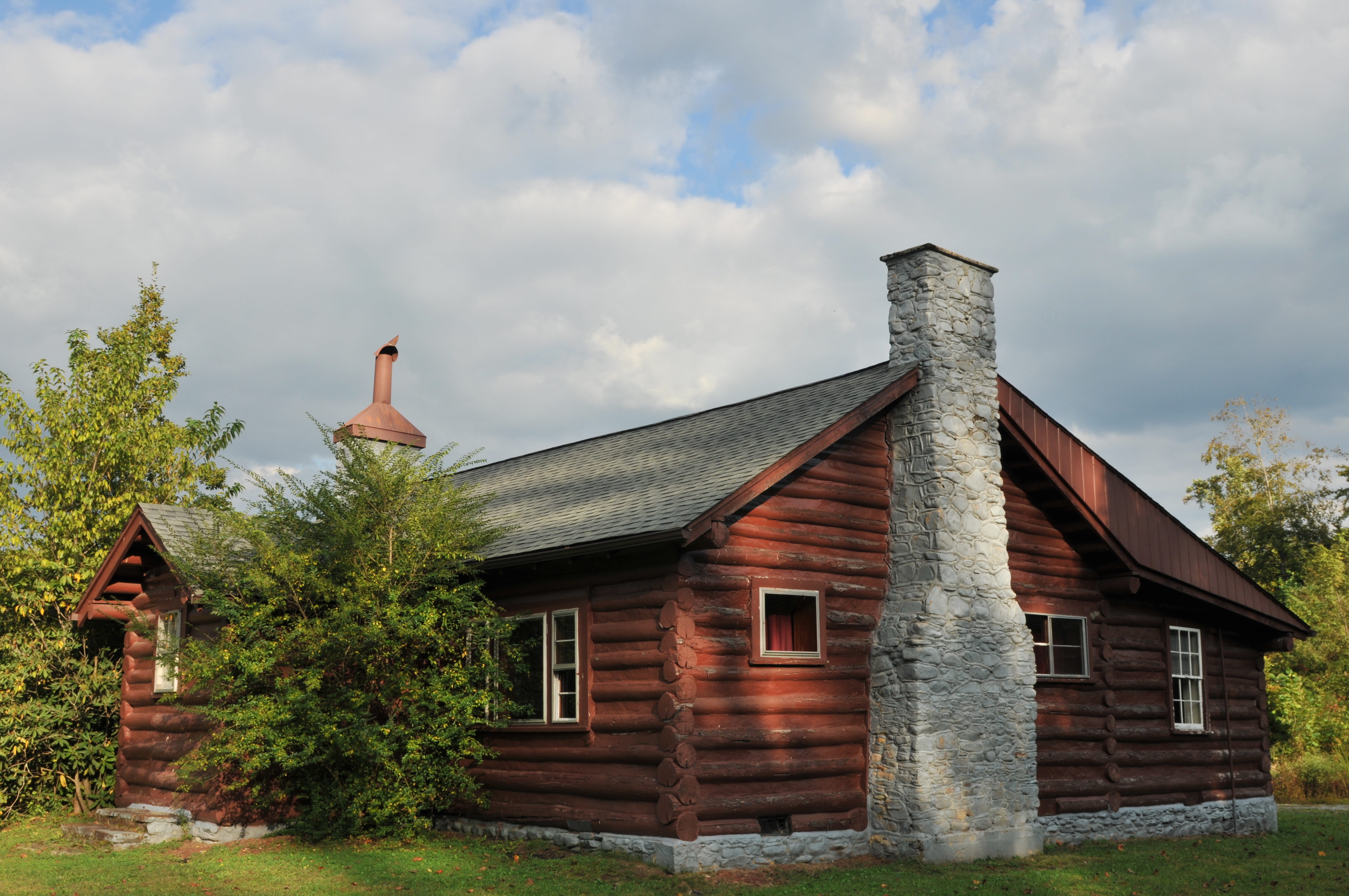
Le chalet des Girl Scouts
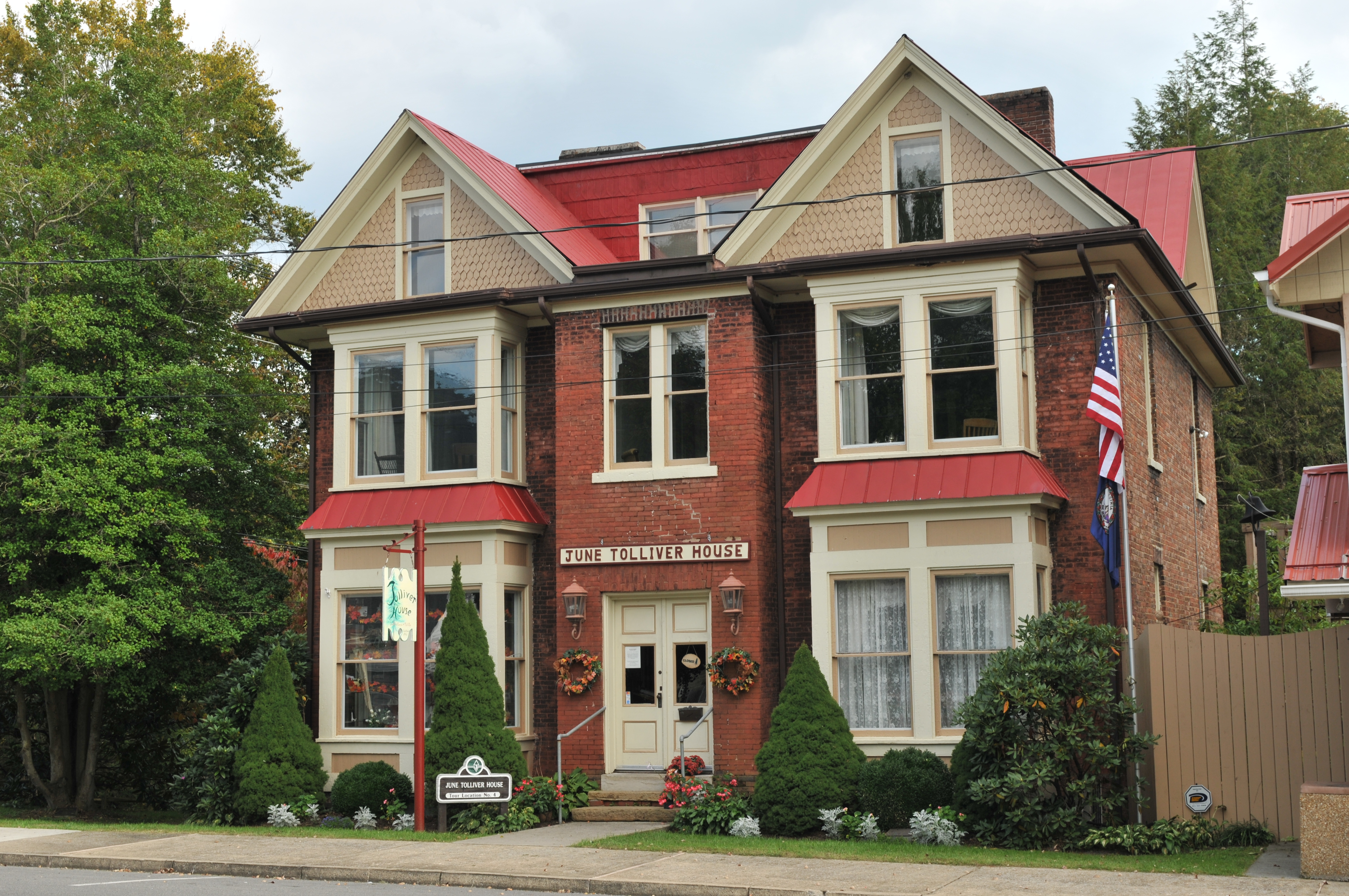
La maison de June Tolliver
L'ancienne poste

## Démographie
La population de Big Stone Gap est estimée à 5 372 habitants au 1er juillet 2016.
| Groupe                           | Big Stone Gap | Virginie | États-Unis |
| -------------------------------- | ------------- | -------- | ---------- |
| Blancs                           | 77,2          | 70,0     | 76,9       |
| Afro-Américains                  | 19,7          | 19,8     | 13,3       |
| Métis                            | 1,8           | 2,9      | 2,6        |
| Asiatiques                       | 0,7           | 6,6      | 5,7        |
| Amérindiens                      | 0,1           | 0,5      | 1,3        |
|                                  |               |          |            |
| Hispaniques et Latino-Américains | 3,5           | 9,1      | 17,8       |

Le revenu par habitant était en moyenne de 19 523 dollars par an entre 2012 et 2016, en-dessous de la moyenne de la Virginie (34 967 dollars) et de la moyenne nationale (29 829 dollars). Sur cette même période, 26,2 % des habitants de Big Stone Gap vivaient sous le seuil de pauvreté (contre 11,0 % dans l'État et 12,7 % à l'échelle des États-Unis).